# Liatongus hastatus
Liatongus hastatus là một loài bọ cánh cứng trong họ Bọ hung (Scarabaeidae).